# Panarabismus

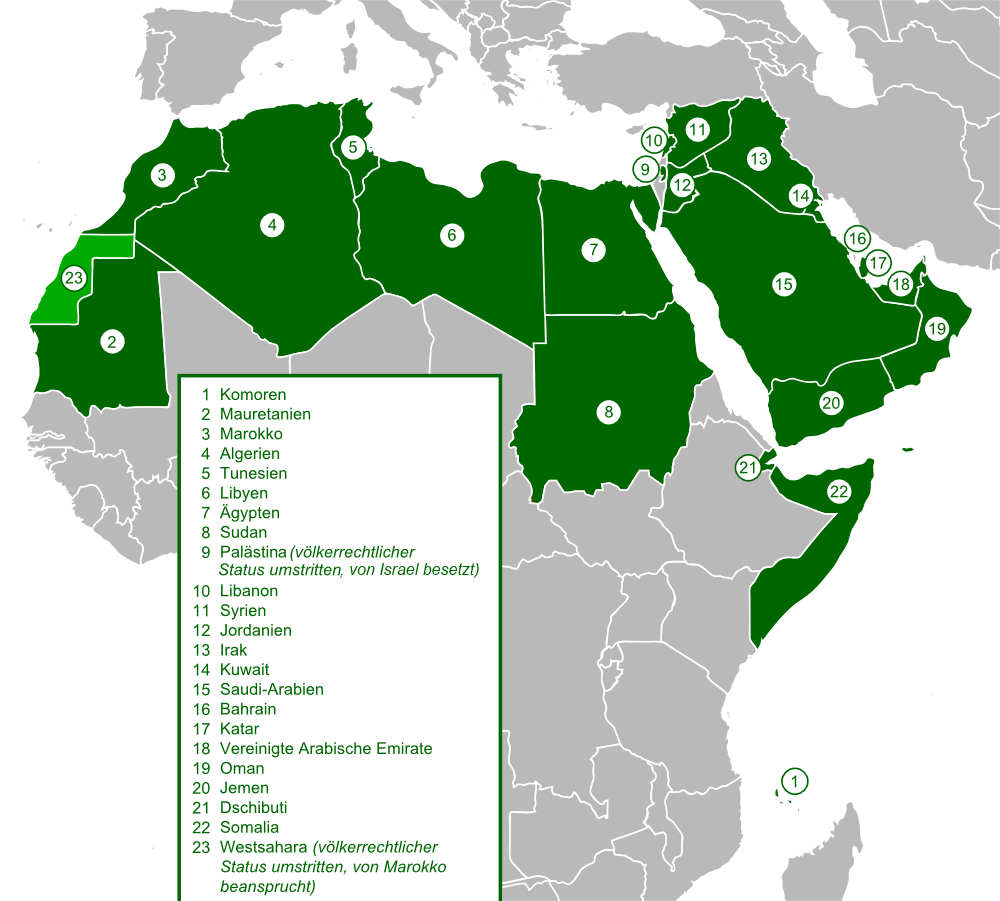
Die Staaten der Arabischen Liga

Panarabismus ist eine Sonderform des Arabischen Nationalismus, die die arabische Kulturnation, im Sinne von gemeinsamer Sprache und Kultur, das heißt alle Araber vom Atlantik bis zum Persischen Golf, in einen gemeinsamen Nationalstaat vereinen will, anstatt der heutigen vielen arabischen Staaten. Der Panarabismus zählt zu dem antikolonialistischen Teil der Panbewegungen. Zumeist wird ihm die arabische Sprache zugrunde gelegt. Der Begriff Panarabismus bezeichnet auf Deutsch die arabische Idee der qawmiyya (قومِيّة), die sich von qawm (قوم) ableitet, einem Wort für „Volk“ oder „Nation“. Ursprünglich als kulturelles Konzept verstanden, erhielt qawmiyya in den 1920er Jahren eine zunehmend politische Bedeutung im Rahmen des arabischen Nationalismus. Damit konkurriert der Panarabismus mit den Konzepten des Panislamismus, des Pansemitismus und des Panafrikanismus – aber auch mit regionalistischen und anderen nationalistischen Konzepten, wie z. B. dem Pansyrismus bzw. der Großsyrien-Ideologie.
Der Panarabismus sieht die Spaltung der arabischen Einheit als Folge der Kolonialisierung durch unterschiedliche Besatzer.

## Geschichte

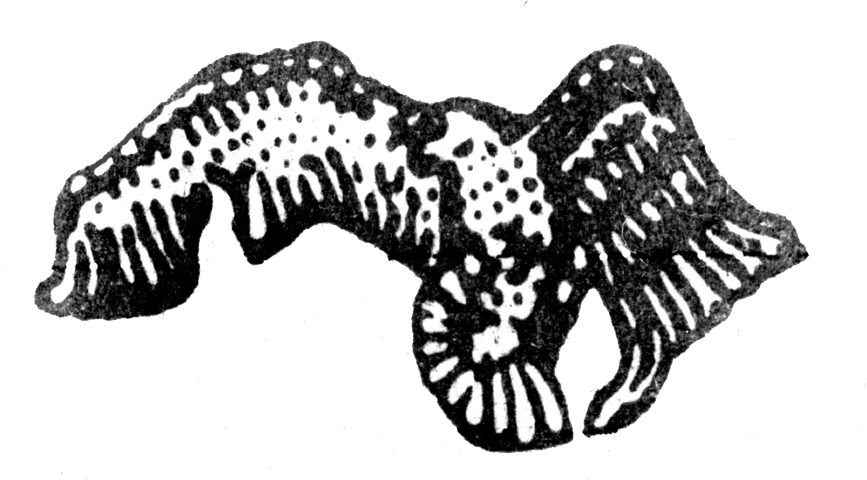
Die arabischen Länder als Saladin-Adler, irakisch-baathistische Darstellung

Im 19. Jahrhundert entwickelte sich der arabische Nationalismus als Reaktion auf den osmanischen Imperialismus. Dabei spielten die europäischen Ideen zum gerade aufkommenden Konzept der „Nation“ eine tragende Rolle: Die Araber entwickelten das Bewusstsein einer nationalen und politischen Identität. Schließlich wurde das Konzept eines umfassenden arabischen Nationalstaates als „Panarabismus“ bezeichnet, der einen Gegenentwurf zum „Osmanismus“ darstellte. Der „Osmanismus“ war bestrebt, den Vielvölkerstaat des Osmanischen Reiches zu erhalten. In den 1920er Jahren schloss der Panarabismus Ägypten größtenteils aus, während Großsyrien, die arabische Halbinsel und der Irak als Kernregionen galten. Panarabismus unterschied sich von einzelnen nationalstaatlichen Bewegungen, dennoch gab es aus praktischen und ideologischen Gründen Überschneidungen zwischen beiden Strömungen.
Da der europäische Imperialismus, der nach dem Ende des Ersten Weltkrieges auf die ehemals osmanischen Gebiete durch Großbritannien und Frankreich übergriff, den arabischen Nationalstaat verhinderte, entwickelten sich Nationalismen der einzelnen arabischen Nationalstaaten, mit Ausnahme Ägyptens, das bereits zuvor einen genuin ägyptischen Nationalismus entwickelt hatte. Der panarabische Gedanke rückte mehr und mehr in den Hintergrund, bildete ein abstraktes Ziel.
Auch als die einzelnen arabischen Staaten ihre eigenen Nationalismen entwickelten, spielten europäische Ideologien wieder gewichtige Rollen, z. B. im arabischen Sozialismus. Diese spezielle Variante des arabischen Nationalismus führte zu einigen versuchten Zusammenschlüssen arabischer Staaten, u. a. zur Vereinigten Arabischen Republik, bestehend aus Ägypten und Syrien:
Gamal Abdel Nasser wurde nach seiner Machtübernahme 1954 zu einem glühenden Verfechter des arabischen Nationalismus im Sinne des Nasserismus. Nach ihm orientierte sich auch die Bewegung Arabischer Nationalisten. Der kurzfristige Einigungsversuch der zwei arabischen Staaten misslang mit der Aufkündigung des Zusammenschlusses durch regionalistische Kreise in Syrien, die die ägyptische Hegemonialstellung nicht akzeptieren wollten.
Als Reaktion auf die Gründung der Vereinigten Arabischen Republik gründeten ihrerseits der irakische König Faisal II. und sein jordanischer Cousin Hussein I. im Februar 1958 die Arabische Föderation, welche jedoch nur sechs Monate bestand. Ein weiterer Vertreter der panarabischen Idee war auch Libyens Machthaber Muammar al-Gaddafi, der sich als Schüler Nassers sah und u. a. für die Föderation Arabischer Republiken aussprach, aber auch zahlreiche weitere Einigungsprojekte vorschlug.
Der arabische Nationalgedanke war bereits während der letzten Jahre des Osmanischen Reiches entstanden. Islamische Reformer unter der osmanischen Herrschaft übersetzten das französische „patrie“ mit dem Begriff „Watan“. Die von dem Sultan und seinem Reich bevorzugte Vision der islamischen Umma wurde durch die Idee einer arabischen „Nation“, losgelöst von Religion, ersetzt. Der aus einer christlich-orthodoxen Familie stammende Syrer Michel Aflaq, Vordenker des Baathismus als eine panarabische Gedanken- und politische Richtung und Mitgründer der Baath-Partei nimmt dabei eine gewichtige Rolle ein.
Die Ideologie des Panarabismus schuf die arabisch-islamische Identität. Dieser neugebildeten Nationalidentität verliehen Denker des Panarabismus eine Bedeutung, die vom Islam nicht zu trennen ist, was auch Aflaq bestätigte.
Nach dem Sechstagekrieg 1967 geriet der arabische Nationalismus mehr und mehr in eine Krise und verlor gegenüber dem islamischen Fundamentalismus an Popularität. Der arabische Nationalismus entwickelte sich durch die zunehmende Macht der Nasseristen und später der Baathisten zugleich zu einem Unterdrückungsinstrument gegen die nationalen Minderheiten in den arabischen Ländern.
Etwa seit den frühen 1990er Jahren gilt der Panarabismus weitestgehend als gescheitert. Als letzter Staat hat ihn Libyen unter Gaddafi vertreten.

## Panarabische Farben

Arabische Revolutionsfahne von 1916

Gleich dem Panafrikanismus und dem Panslawismus hat der Panarabismus eigene Farben: Schwarz, Rot, Weiß und Grün.